# Defectief werkwoord
Een defectief werkwoord is een werkwoord waarvan niet alle vervoegingen bestaan. Een bekend voorbeeld van een defectief werkwoord is zullen; het heeft namelijk geen voltooid deelwoord. Alle deponente werkwoorden zijn defectief: zij bezitten geen bedrijvende vorm. Ook onovergankelijke werkwoorden zijn defectief, zij bezitten namelijk geen lijdende vorm. Een voorbeeld is zijn: er bestaat geen vorm zoals ik word geweest.
Een andere categorie defectieve werkwoorden behelst werkwoorden die overgenomen zijn uit een andere taal, en dit slechts voor een specifieke vorm, bv.
- dixit (aantonende wijs V.T.T. derde persoon enkelvoud, "heeft gezegd")
- confert (aantonende wijs O.T.T. derde persoon enkelvoud, "vergelijkt") of confer (gebiedende wijs O.T.T. tweede persoon enkelvoud, "vergelijk")
- eleison (gebiedende wijs aoristus tweede persoon enkelvoud, "ontferm u")

## In het Nederlands
Buiten de deponentia en de onovergankelijke werkwoorden zijn er in het Nederlands niet veel defectieve werkwoorden. De twee bekendste defectieve werkwoorden zijn zullen en plegen (in de betekenis van gewoon zijn). Beide werkwoorden bezitten geen voltooid tegenwoordige tijd, voltooid verleden tijd of voltooid toekomende tijd (wegens het ontbreken van een voltooid deelwoord) daarenboven bezit zullen geen toekomende tijd en geen voorwaardelijke wijs (er bestaat niet zoiets als ik zal zullen of wij zouden zullen). Soms worden ook de werkwoorden zijn en wezen aangeduid als defectieve werkwoorden, omdat zij elkaars vervoegingen gebruiken. Zo heeft zijn in feite geen onvoltooid verleden tijd, en gebruikt het de O.V.T. van wezen: ik was, wezen heeft bijvoorbeeld geen onvoltooid tegenwoordige tijd, het gebruikt deze van zijn: wij zijn. Soms bestaan beide vormen, zoals in de O.T.T. van de aanvoegende wijs: het zij naast het weze.